# Lucien Michard
Lucien Michard, född 17 november 1903 i Épinay-sur-Seine, död 1 november 1985 i Aubervilliers, var en fransk tävlingscyklist.
Michard blev olympisk guldmedaljör i sprint vid sommarspelen 1924 i Paris.